# De dood van een vrek (tekening)
De dood van een vrek is een tekening naar Jheronimus Bosch in het Louvre in Parijs.

## Beschrijving

Jheronimus Bosch. De dood van een vrek. Ca. 1494 of later. Washington, National Gallery of Art.

Het is een vrijwel exacte kopie van het schilderij De dood van een vrek van Jheronimus Bosch in de National Gallery of Art in Washington. Er zijn echter enkele verschillen. Zo houdt de man op het schilderij een rozenkrans vast en werpt hij een muntstuk in een geldkist. Op de tekening ontbreken deze en lijkt de man alleen maar naar de geldkist te grijpen. Daarnaast is de wapenrusting op de voorgrond verplaatst naar een bankje links van de deur, waarbij de mantel ontbreekt. Ook de lichtstraal die vanaf het crucifix op de man neerdaalt, ontbreekt.

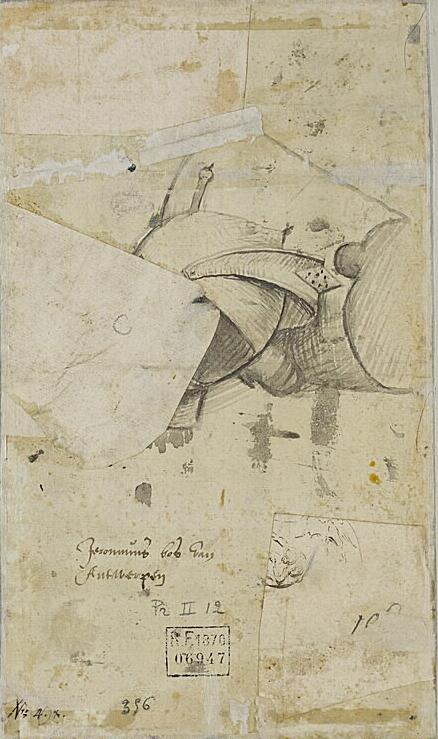
Achterzijde: Schets voor een helm en een schild.

## Achterzijde
De voorstelling op de achterzijde is niet geheel zichtbaar omdat het blad deels beplakt is. Deze voorstelling bestaat uit een studie van de helm en het schild, die op de tekening aan de voorzijde op het bankje naast de deur staan afgebeeld. De achterzijde draagt verder het opschrift ‘Jeronimus bos van / Antwerpen’ en stamt waarschijnlijk uit dezelfde tijd als de tekening aan de voorzijde.

## Toeschrijving
Sommige auteurs zien de tekening als een eigenhandig werk van Bosch, al dan niet bedoeld als voorbereidende studie voor het schilderij. De ondertekening van het schilderij verschilt echter te veel van de tekening, waardoor de mogelijkheid dat het hier om een studie gaat onwaarschijnlijk is. De verkeerd begrepen details, zoals de man die naar de geldkist grijpt, wijzen volgens onder meer Ludwig von Bladass en Charles de Tolnay op het werk van een kopiist. Volgens De Tolnay ontbreekt het in de tekening aan ‘scherpte in de karakterisering van de gelaatstrekken’ en vertonen de plooien ‘pedante herhalingen’.

## Herkomst
De tekening bevond zich oorspronkelijk in de verzameling van Miklós Esterházy (Nicolaas Esterházy). Op 15/16 juni 1926 werd hij geveild tijdens de verkoping van de collectie van Louis François comte de Robiano de Borsbeek bij veilinghuis Frederik Muller & Co. in Amsterdam. Koper was de kunsthandelaar Antonius Wilhelmus Mari Mensing (1866-1936), die de tekening schonk aan het Louvre in Parijs.